# 楊昺
楊昺（1372年—？），字文昭，湖廣武昌府崇陽縣仁義里人，明朝政治人物。進士出身。

## 生平
湖廣鄉試十七名。永樂十年（1412年）壬辰科會試六十四名，殿試登進士第三甲第四十六名。

## 家族
曾祖楊仲誠。祖父楊貴開。父亲楊潮宗。